# Eating Disorder Inventory
Eating Disorder Inventory ou EDI (Garner,1991) est un questionnaire qui aide à établir le profil des traits psychologiques et des symptômes de l’individu présentant divers désordres alimentaires.
Les sous-échelles amènent l’individu à explorer les thèmes concernant sa motivation à être plus mince, ses comportements boulimiques, s’il y a lieu, son insatisfaction face à l’image de son corps, son sentiment face à son efficacité de façon générale, son perfectionnisme, sa confiance ou sa méfiance interpersonnelle. Le questionnement, concernant l’écoute de ses sensations de la régulation de la faim et de la satiété, sera abordé. Trois autres sous-échelles représentant l’ascétisme, valorisant une discipline de vie stricte, la régulation des impulsions et l’insécurité sociale seront explorées. En fait, le questionnaire, comportant 64 items et 27 additionnels (en six points allant de toujours à jamais), sert à établir un portrait qui est comparé à la norme et au pathologique pour chacun des sous échelles. On aura alors soulevé en vingt minutes, les points importants à explorer en suivi thérapeutique. Ce questionnaire n’existe qu’en version anglaise.